# Чернов, Валентин Иванович
Валенти́н Ива́нович Черно́в (7 января 1894, Тараща, Киевская губерния — 24 июня 1980, Феодосия, Крым) — русский советский музыкант, дирижёр и педагог, астроном. Заслуженный деятель искусств Киргизской ССР (1945). Один из создателей и член президиума «Общества изучения межпланетных сообщений» — первой космической организации в стране (1924).

## Биография
Родился в семье композитора Ивана Ивановича Чернова. После окончания музыкального училища в Харькове, учился в Париже у известного каталонского виолончелиста Пабло Казальса. Параллельно с уроками музыки посещал обсерваторию известного астронома Камиля Фламмариона. Окончил Московскую консерваторию по классу виолончели и физико-математический факультет Московского университета по специальности астрономия (1918).
9 октября 1919 года по политическим мотивам был арестован и реабилитирован только в 2003 году
В 1924 году принял активнейшее участие в создании «Общества изучения межпланетных сообщений» — первой космической организации в стране. Позже вошёл в учредительный совет организации и проводил большую популяризаторскую деятельность.
В 1918—1935 годах работал в оркестре Большого театра:
С 1921 года — дирижёр оперной студии Большого театра, а с 1927 года становится дирижёром Большого театра. В 1935 году неожиданно покинул Москву. Далее работал дирижёром:
- 1935—1937 — работал в Луганске. Занимал должность дирижёра Донецкого государственного театра оперы и балета
- 1937—1939 — Удмуртский оперный театр (Ижевск);
- 1939—1945 — Киргизский музыкально-драматический театр (Фрунзе)[2][3][4]
- 1945—1947 — Таджикский Театр оперы и балета им. С. Айни (Сталинабад);
- 1947—1951 — Новосибирский оперный театр[5];
- 1951—1961 — Казахский государственный академический театр оперы и балета имени Абая (Алма-Ата):
- 1961—1967 — симфонический оркестр Южного берега Крыма[6] (Ялта) и руководитель оперной студии.

В 1951—1967 годах занимался педагогической деятельностью (в том числе в Алма-Атинской консерватории).
Он создал лирические симфонические зарисовки, которые с успехом исполнялись на концертах.

## Награды
- Орден «Знак Почёта» (3 января 1959) — за выдающиеся заслуги в развитии казахского искусства и литературы и в связи с декадой казахского искусства и литературы в гор. Москве
- Заслуженный деятель искусств Киргизской ССР (1945)

## Семья
В Алма-Ате женился на Ирине Дмитриевне Зотовой (1925—2000).
Сын Чернов Лев Валентинович 1945—2012
Сын Чернов Олег Валентинович 1954 г.р. — кинорежиссёр.